# Marshallagia
Marshallagia ist eine Gattung der Fadenwürmer mit 23 Arten, die im Labmagen von Wiederkäuern parasitieren.

## Merkmale
Marshallagia hat die Merkmale der Trichostrongylinae. Männchen sind 10 bis 13, Weibchen 15 bis 20 mm lang. Der Körper verjüngt sich bei beiden Geschlechtern nach vorn, nach hinten nur bei Weibchen. Kutikulaanhänge und Halsflügel sind nicht ausgebildet. Die Halspapillen sind groß und nach hinten gerichtet. Eine Synlophe ist vorhanden. Die Mundhöhle ist klein, aber deutlich. Die Vulva liegt in der hinteren Körperhälfte und wird von einer kleinen Kutikulaklappe geschützt. Der weibliche Geschlechtsapparat ist amphidelphisch, die Eier relativ groß. Der konische Schwanz hat keinen Enddorn. Die Bursa copulatrix der Männchen ist groß und hat einen deutlichen Dorsallappen. Die zusätzliche Dorsalmembran wird durch zwei zarte Rippen gestützt. Die Ventralrippen divergieren leicht und erreichen das Bursaende. Die anterolaterale Rippe ist einzeln und erreicht fast das Bursaende. Die dünnen mediolateralen und posterolateralen Rippen divergieren und reichen bis zm Bursarand. Die dünne Dorsalrippe ist sehr lang und teilt sich am Ende in zwei Äste, welche jeweils in einem Dreispitz enden. Die Spicula sind kräftig und haben am Ende drei Fortsätze, ein Gubernaculum fehlt.

## Lebenszyklus
Der Lebenszyklus ähnelt dem von Ostertagia mit der Ausnahme, dass meist erst die Larve 2 aus dem Ei schlüpft. Nach peroraler Aufnahme gräbt sich die Larve in die Schleimhaut des Labmagens. Dort entstehen gräulich-weiße Knötchen, in denen sich mehrere Parasiten entwickeln. Die Larve 5 schlüpft nach etwa 16 Tagen aus dem Knötchen. Die Adulten fangen etwa drei Wochen nach der Infektion mit der Eiablage an (Präpatenz). Die Larven können eine vorübergehend unterbrochene Entwicklung zeigen.

## Systematik
Zur Gattung gehören nach dem Interim Register of Marine and Nonmarine Genera folgende Arten:
- Marshallagia belockani (Assadov, 1954)
- Marshallagia brevicauda Hu-Jiande & Jiang-Yuepin, 1984
- Marshallagia brevispiculum Mönnig, 1940
- Marshallagia buriatica Konstantinova, 1934
- Marshallagia dentispicularis Assadov, 1954
- Marshallagia gansuensis (Chen, 1981)
- Marshallagia grossopiculum Li-Conglin, Yin-Peiyun, Kong-Fanyao & Jiang-Jinsh, 1987
- Marshallagia lanceata (Luo, Chen & Wu, 1991)
- Marshallagia marshalli Ransom, 1907
- Marshallagia mongolica Shumakovich, 1938
- Marshallagia ningshaanensis (Liu & Chen, 1988)
- Marshallagia occidentalis (Ransom, 1907)
- Marshallagia orientalis Bhalerao, 1932
- Marshallagia petrovi Assadov, 1959
- Marshallagia podjapolskyi Schulz, Andreeva & Kadenazii, 1954
- Marshallagia qilianensis Zhang & Bai in Luo, Chen, Zhang, Wu & Bai, 1993
- Marshallagia qinghaiensis Luo, Chen & Wu in Luo, Chen, Zhang, Wu & Bai, 1993
- Marshallagia schikhobalovi Altaev, 1953
- Marshallagia schumakovitschi Kadyrov, 1959
- Marshallagia skrjabini Assadov, 1954
- Marshallagia sogdiana Pulatov, 1985
- Marshallagia tricuspis Marotel, 1911
- Marshallagia uzbekistanica Azimov & Dadaev, 2001

Synonyme sind Grosspiculagia Orloff, 1933 und Ostertagiella Andreeva, 1956.